# Teresa Carreño
María Teresa Carreño García de Sena (Caracas, 22 december 1853 - New York, 12 juni 1917) was een Venezolaanse pianiste, zangeres, componiste, en dirigente.

## Achtergrond
Ze werd in een muzikaal gezin geboren. en had aanvankelijk les van haar vader. Al op jonge leeftijd bleek dat ze getalenteerd was. In 1862 emigreerde haar familie naar New York. Teresa had vier huwelijken: van 1873 tot 1875 met violist Émile Sauret, waarmee ze een dochter (Emilita) kreeg, van 1876 tot 1891 met de Italiaanse operazanger Giovanni Tagliapietra, waar ze nog twee kinderen (Giovanni en Teresita) van kreeg, de laatste werd ook een beroemd pianiste onder de naam Teresita Tagliapietra-Carreño. Van 1892 tot 1895 was ze gehuwd met pianist Eugen d'Albert (die zelf ook meermalen getrouwd was geweest), en samen kregen ze nog twee dochters (Eugenia en Hertha). Haar laatste huwelijk was van 1902 tot 1917 met Arturo Tagliapietra, haar voormalige zwager. Ze stierf in haar appartement in de 'Della Robbia' op 749 West End Avenue, op de noordoosthoek bij 96th Street (Manhattan) in New York. Naar haar werd het Cultuurcomplex Teresa Carreño (Complejo Cultural Teresa Carreño) in Caracas genoemd.
Haar voormalige woning in Coswig met Eugen d'Albert, Villa Teresa, is tegenwoordig een centrum voor kamermuziek en museum.

## Muziek

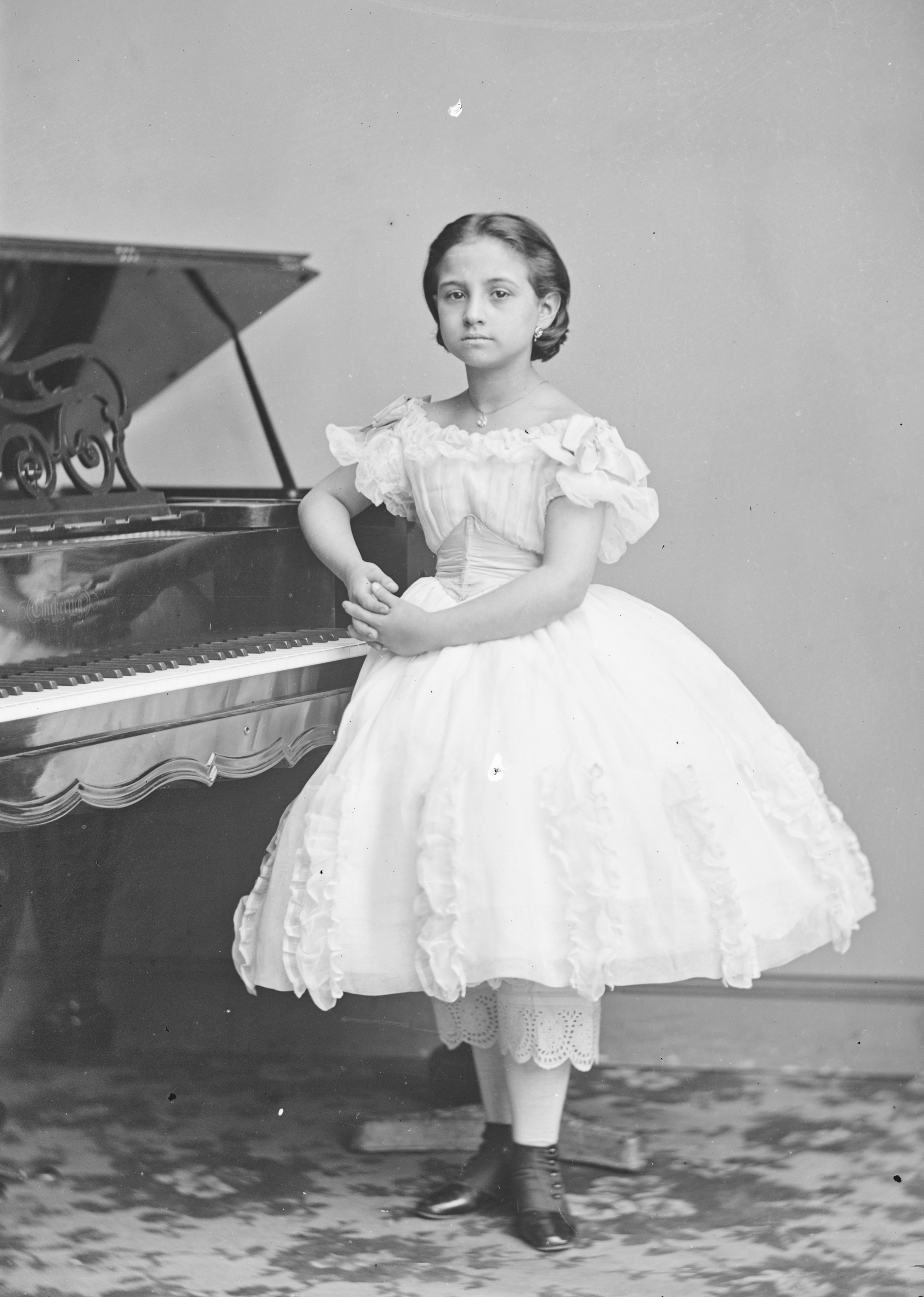
Teresa als achtjarige

De eerste muzieklessen kreeg ze van haar vader. In New York kreeg ze les van van Louis Moreau Gottschalk en op haar achtste (zie foto) maakte ze, in hetzelfde jaar, haar debuut in de Irving Hall. In 1863 speelde ze voor Abraham Lincoln in het Witte Huis in Washington. In 1866 verhuisde Teresa naar Europa, en begon concertreizen te maken. Als operazangeres debuteerde ze in 1876. Pas in 1885 keerde ze voor een korte periode terug naar Venezuela. In 1889 startte ze een tweede tournee door Europa, en ging in Berlijn wonen. Ze deed nog twee wereldtournees begin 20e eeuw, maar haar gezondheid ging achteruit en ze stierf in 1917 in New York.

### Werken

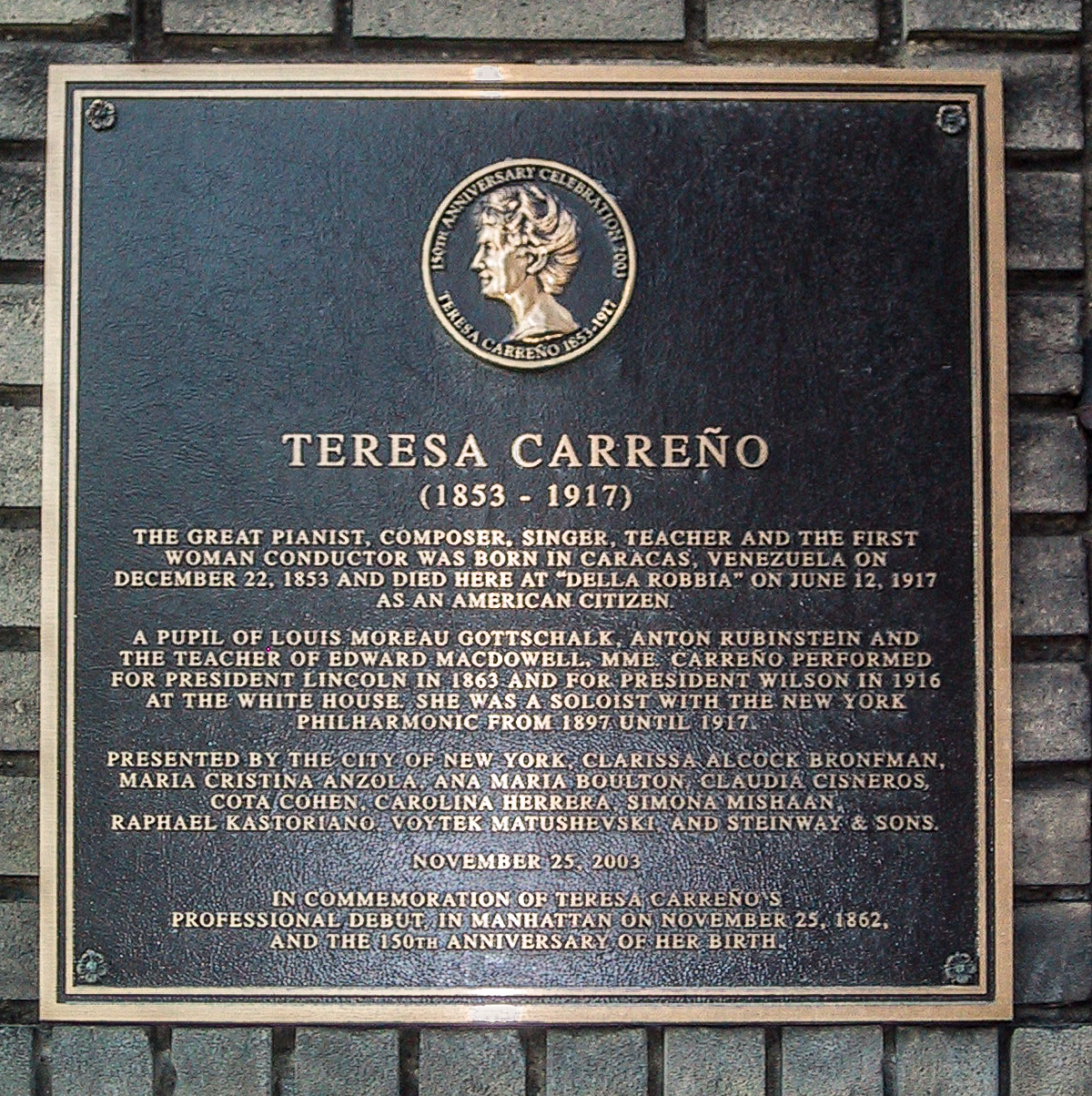
Herdenkingsplaquette van Teresa Carreño, op de plaats waar ze overleed

Teresa Carreño was ook componiste: ze schreef minstens 40 werken voor piano, twee voor zangstem en piano, twee voor koor en orkest en twee kamermuziekwerken. Ze liet verder ook veel onvoltooide stukken na.
Op 2 april 1905 nam ze 18 stukken op voor de pianola (een Welte-Mignon). Voor dit merk/type pianola nam haar dochter ook in 1906 diverse stukken op.

### Werklijst

#### Opuslijst
- opus 1: Gottschalk Waltz (gecomponeerd voor en opgedragen aan haar docent Louis Moreau Gottschalk) (1863)
- opus 2: Caprice-polka
- opus 3: Rêverie-impromptu
- opus 4: Caprice-etude nr. 1
- opus 5: Une larme (impromptu, Adieu à mes amis de la Havane en 1863)
- opus 6: Caprice-étude nr. 2
- opus 7: Caprice-étude nr. 3
- opus 8: Zoekgeraakt
- opus 9: La corbeille de fleurs
- opus 10: Souvenirs de mon pays (nocturne)
- opus 11: Marche funèbre (1866)
- opus 12: Prière
- opus 13: Polka de concert
- opus 14: Réminiscences de Norma (opgedragen aan Luis Cousino)
- opus 15: Ballade
- opus 17: Plainte!, première élégie (opgedragen aan W. Kruger)
- opus 18: Partie!, deuxième élégie (opgedragen aan F. Planté)
- opus 20: Quatrième élégie (Plaintes au bord d’une tombe)
- opus 21: Cinquième élégie (Plaintes au bord d’une tombe)
- opus 22: Sixième Elégie (Plaintes au bord d’une tombe)
- opus 23: zoekgeraakt
- opus 24: Fantaisie sur l’Africaine
- opus 25: Le printemps (wals) (opgedragen aan Eulalie Heugel)
- opus 26: Un bal en rêve
- opus 27: Une revue à Prague
- opus 28: Un rêve en mer (opgedragen aan meneer Marmontel)
- opus 29: Le ruisseau, étude de salon (opgedragen aan Georges Mathias)
- opus 30: Mazurka de salon
- opus 31: Scherzo-caprice (opgedragen aan Charles Gounod)
- opus 32: onbekend
- opus 33: Venise (rêverie) (opgedragen aan Emile Ollivier) (1870) (deux esquisses Italiennes)
- opus 34: Florence (1870) (deux esquisses Italiennes)
- opus 35: Le sommeil de l’enfant (opgedragen aan haar vader)
- opus 36: Scherzino
- opus 37: onbekend/zoekgeraakt
- opus 38: Highland (souvenir d’Écosse) (opgedragen aan S.H.Beddington) soms ook Vals Gayo
- opus 39: La fausse note (opgedragen aan Emma Fumagalli) (1872)
- opus 40: Staccato-capricietto

#### Zonder opusnummer
- Hamlet, grande fantaisie
- Strijkkwartet (1896)
- Kleiner Walzer (An meine Tochter Teresita (eveneens uitgegeven in Noorwegen onder de titel Mi Teresita)(origineel circa 1884, 1898 uitgegeven in talloze bewerkingen)
- Saludo a Caracas (1885)
- Himno a Bolívar (1883 of 1885)
- Himno a El ilustre Americano (1886)
- Sailing in the twilight (1875)